# رولاند جيمس (لاعب كرة قدم)
رولاند جيمس (بالإنجليزية: Roland James)‏ (4 مايو 1897 في المملكة المتحدة - 1 يناير 1979 بستوكبورت في المملكة المتحدة) هو لاعب كرة قدم بريطاني (وحمل سابقاً جنسية المملكة المتحدة لبريطانيا العظمى وأيرلندا) في مركز مهاجم داخلي. لعب مع ستوكبورت كونتي ونادي برينتفورد ووست بروميتش ألبيون ونادي ستاليبريدج سيلتيك وManchester Central F.C. ‏.